# Cathleen Schine
Cathleen Schine, née en 1953 à Westport (Connecticut), est une romancière et critique littéraire américaine.

## Biographie

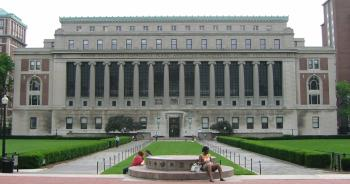
Butler Library, bibliothèque centrale de Columbia

Lors de ses études au Sarah Lawrence College, Cathleen Schine s'intéresse d'abord à l'« écriture créative » et à la poésie, puis elle se  spécialise dans la littérature médiévale, en particulier les textes enluminés du XIIIe siècle. Elle poursuit ses études à New York, au Barnard College et à l'université Columbia.
À l'âge de vingt ans, elle souffre d'une maladie inflammatoire intestinale. Au cours de la thérapie, Cathleen Schine décrit cette expérience dans le magazine The Village Voice. Son rédacteur en chef l'encourage alors à utiliser ce matériel pour un livre. Elle fait ses débuts en 1983 avec son  premier roman, Alice in Bed (1983), qui raconte la vie d'une jeune femme atteinte d'une douloureuse maladie de la hanche.
Alice in Bed est suivi par To The Birdhouse, Rameau's Niece et The Love Letter. Rameau's Niece est adapté à l'écran par Brian Skeet sous le titre The Misadventures of Margaret (Les Folies de Margaret), avec Parker Posey, Stéphane Freiss, Patrick Bruel et Brooke Shields dans les rôles principaux (1998). The Love Letter (Destinataire inconnu) est adapté au cinéma par Peter Chan dans un film de 1999 avec Kate Capshaw et Tom Selleck.
Cathleen Schine écrit une série dominicale dans le New York Times Sunday Magazine, intitulée The Dead and the Naked, depuis le mois de septembre 2007. L'un des personnages, Miss Skattergoods, apparaît aussi dans The Love Letter. 
Les essais et les critiques littéraires de Cathleen Schine sont régulièrement publiés dans The New York Review of Books, The New Yorker et The New York Times Magazine.
Dans le magazine People, la critique Leah Rozen a défini Cathleen Schine comme « une Jane Austen juive contemporaine. »
Cathleen Schine a été mariée à David Denby, le critique cinématographique du New Yorker. Elle a deux fils et vit à Manhattan.